# SMAGP
SMAGP (англ. Small cell adhesion glycoprotein) – білок, який кодується однойменним геном, розташованим у людей на 12-й хромосомі. Довжина поліпептидного ланцюга білка становить 97 амінокислот, а молекулярна маса — 10 679.
| 10         |  | 20         |  | 30         |  | 40         |  | 50         |
| ---------- |  | ---------- |  | ---------- |  | ---------- |  | ---------- |
| MTSLLTTPSP |  | REELMTTPIL |  | QPTEALSPED |  | GASTALIAVV |  | ITVVFLTLLS |
| VVILIFFYLY |  | KNKGSYVTYE |  | PTEGEPSAIV |  | QMESDLAKGS |  | EKEEYFI    |

A: Аланін

D: Аспарагінова кислота

E: Глутамінова кислота

F: Фенілаланін

G: Гліцин

I: Ізолейцин

K: Лізин

L: Лейцин

M: Метіонін

N: Аспарагін

P: Пролін

Q: Глутамін

R: Аргінін

S: Серин

T: Треонін

V: Валін

Білок має сайт для зв'язування з сіаловими кислотами. 
Локалізований у клітинній мембрані, мембрані, цитоплазматичних везикулах.